# Adelungia tridigitata
Adelungia tridigitata är en insektsart som beskrevs av Dlabola 1984. Adelungia tridigitata ingår i släktet Adelungia och familjen dvärgstritar. Inga underarter finns listade i Catalogue of Life.